# Jan van Houwelingen
Jan van Houwelingen (Heesselt, 12 gennaio 1955) è un ex ciclista su strada, pistard e dirigente sportivo olandese Professionista dal 1979 al 1987, colse 9 successi tra i professionisti.
Nel 1978, tra i dilettanti, divenne campione del mondo nella cronometro a squadre, insieme con Bart van Est, Guus Bierings e Bert Oosterbosch. Anche suo fratello, Adri van Houwelingen è stato un ciclista, ed è stato il direttore sportivo del team Metec-TKH Continental.

## Palmarès
- 1974 (Dilettanti)

Ronde van Midden-Nederland
- 1977 (Dilettanti)

9ª tappa Olympia's Tour (Nibbixwoud > Nibbixwoud)
- 1978 (Dilettanti)

4ª tappa Ronde van Nord-Holland
- 1979 (Lano - Boule d'Or, una vittoria)

Omloop van de Westkust
- 1980 (Boule d'Or - Sunair - Colnago, due vittorie)

4ª tappa Zes van Rijn en Gouwe (Bodegraven)
Meulelbeke-Gand
- 1983 (Boule d'Or - Colnago - Campagnolo, due vittorie)

Circuito del Brabante occidentale
Classifica generale Giro della Lorena
- 1984 (Kwantum Hallen - Decosol, una vittoria)

2ª tappa Giro di Svezia (Varberg > Landskrona)

### Altri successi
- 1977 (Dilettanti)

Campionati olandesi, a squadre
- 1978 (Dilettanti)

Campionati del mondo, Cronosquadre dilettanti
Campionati olandesi, a squadre
- 1982 (Vermeer - Thijs - Gios)

Criterium di Simpelveld
Campionati olandesi, a squadre
- 1985 (Verandalux - Dries)

Campionati olandesi, a squadre
- 1987 (Transvemij)

Campionati olandesi, a squadre

## Piazzamenti

### Grandi Giri
- Giro d'Italia

1980: ritirato
- Tour de France

1981: ritirato (11ª tappa)
1982: 99º
1983: 80º
1985: 104º
- Vuelta a España

1979: 55º
1983: ritirato (6ª tappa)

### Classiche monumento
- Milano-Sanremo

1979: 95º
1982: 69º
1983: 117º
1985: 127º
- Parigi-Roubaix

1983: 26°
1986: 44°
- Liegi-Bastogne-Liegi

1982: 41º

### Competizioni mondiali
- Campionati europei

Nürburg 1978 - Cronometro a squadre Dilettanti: vincitore